# Victoria amazonica
Вікторія амазонська, або вікторія регія (Victoria amazonica) — один з видів квіткових рослин, найбільший з родини лататтєвих.

## Поширення
Південна Америка, Амазонка.

## Походження назви і опис рослини

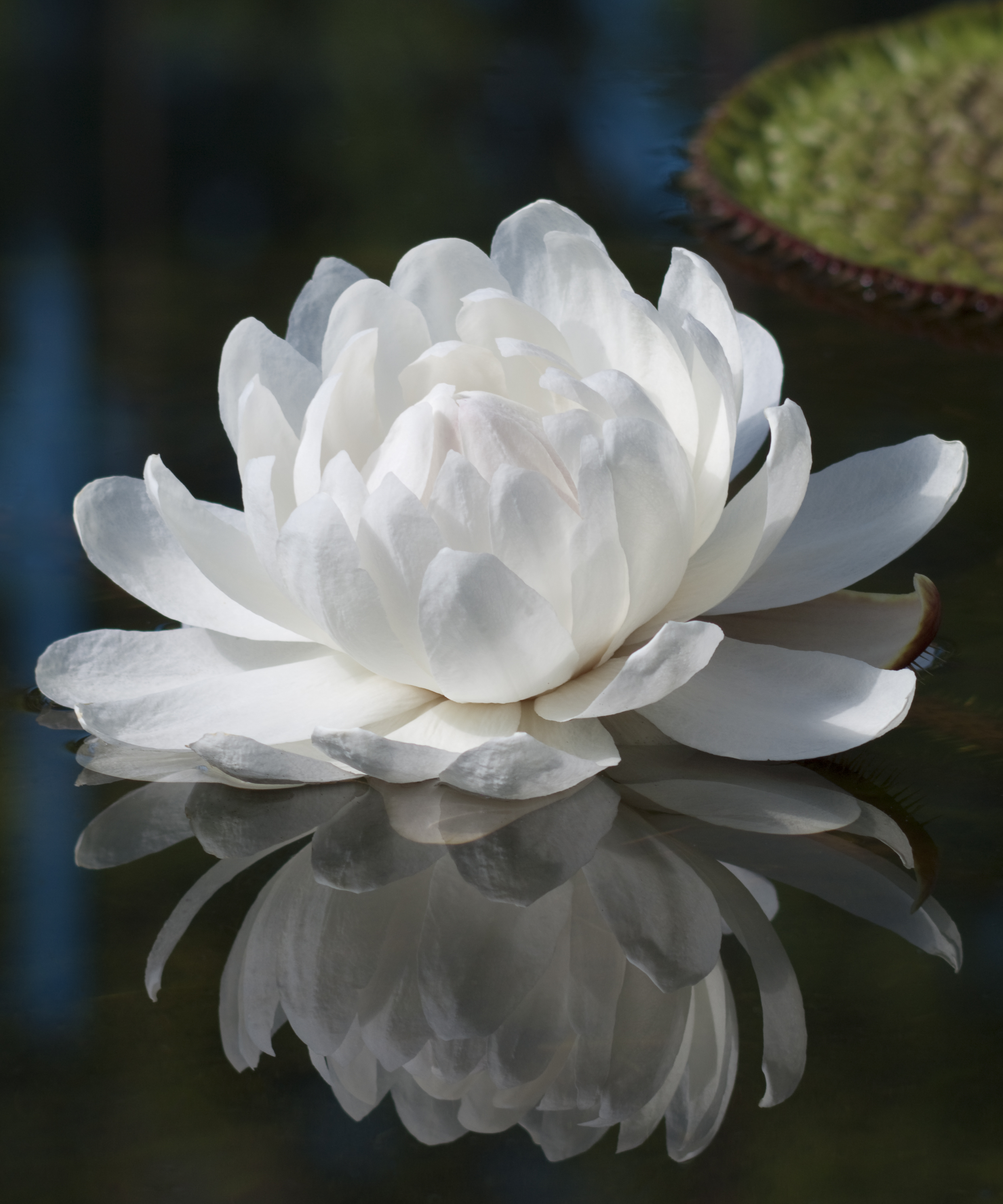
Victoria amazonica в Ботанічному саду Аделаїди, Південна Австралія

Першого січня 1837 англійський мандрівник Річард Шомбург записав у подорожньому щоденнику про чудове відкриття:
«Я задумливо дивився на розстелену навколо мене водяну гладь, як раптом якийсь дивний предмет вдалині, біля самого південного краю річки, прикував до себе мою увагу. Я не міг навіть скласти собі ніякого поняття, що це за предмет, і лише прискорено просувався до нього у своєму човнику, весь охоплений подивом. Скоро я опинився перед одним з чудес рослинного світу і забув всі тривоги та негаразди! Я був насамперед ботаніком і в цей момент почувався найщасливішою людиною у світі. Переді мною стелилися гігантські листки, що мали від 5 до 6 футів (1,5 −1,8 м) у поперечнику, зверху яскраво-зеленого кольору, знизу світло-фіолетового, що граціозно плавали на воді. Цього мало: я бачив оточені якимось чарівним сяйвом величезні квіти; кожна складалася з незліченної кількості пелюсток, переливалася від чисто білого кольору в найніжніший рожево-червоний і, нарешті, у вогненно-пурпуровий колір. Нерухома гладь води суцільно була вкрита цими дивовижними кольорами; для мене як би розвернувся новий світ предметів, гідних великого подиву. Чашолистки, які підтримують знизу квітку, були завтовшки в один дюйм (2,5 см) і вкриті гнучкими голками. Розквітла квітка мала до одного фута (30 см) в поперечнику і складалася з сотень пелюсток. При початку розпускання квітка мала по краях ніжно-біле забарвлення, середина ж була пурпурова, — здавалося, переді мною лежало нічим не прикрите серце, яке б'ється! Кров із серця прагнула назовні, мало-помалу забарвлюючи навколишні пелюстки в ніжно-рожевий колір; через день рожево-червоне забарвлення поширювалася по всій квітці. Ні з чим незрівнянна краса цієї водяної лілії поєднана з чудовим ароматом».

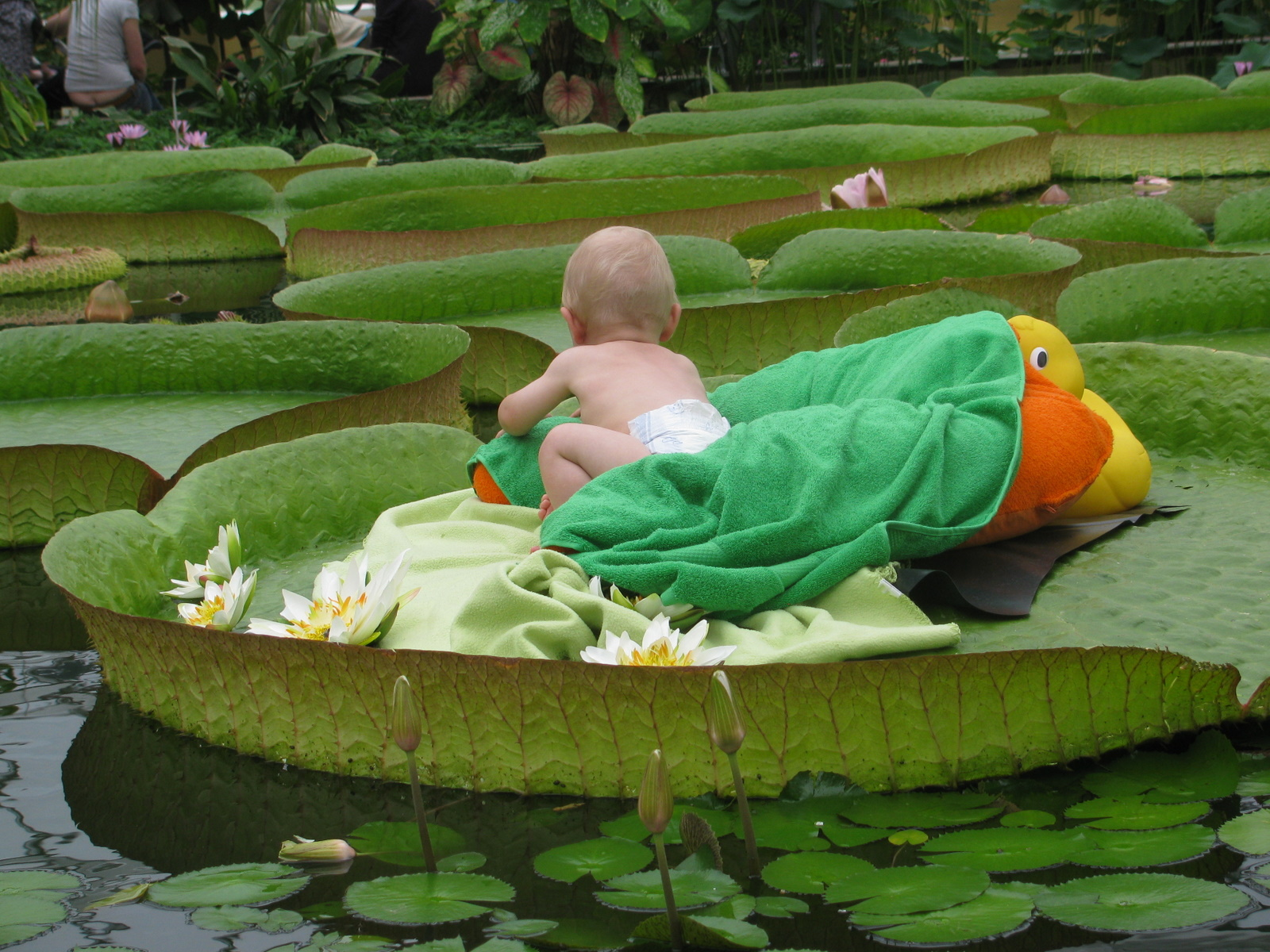
Дитина плаває на листку в Національному ботанічному саду Бельгії

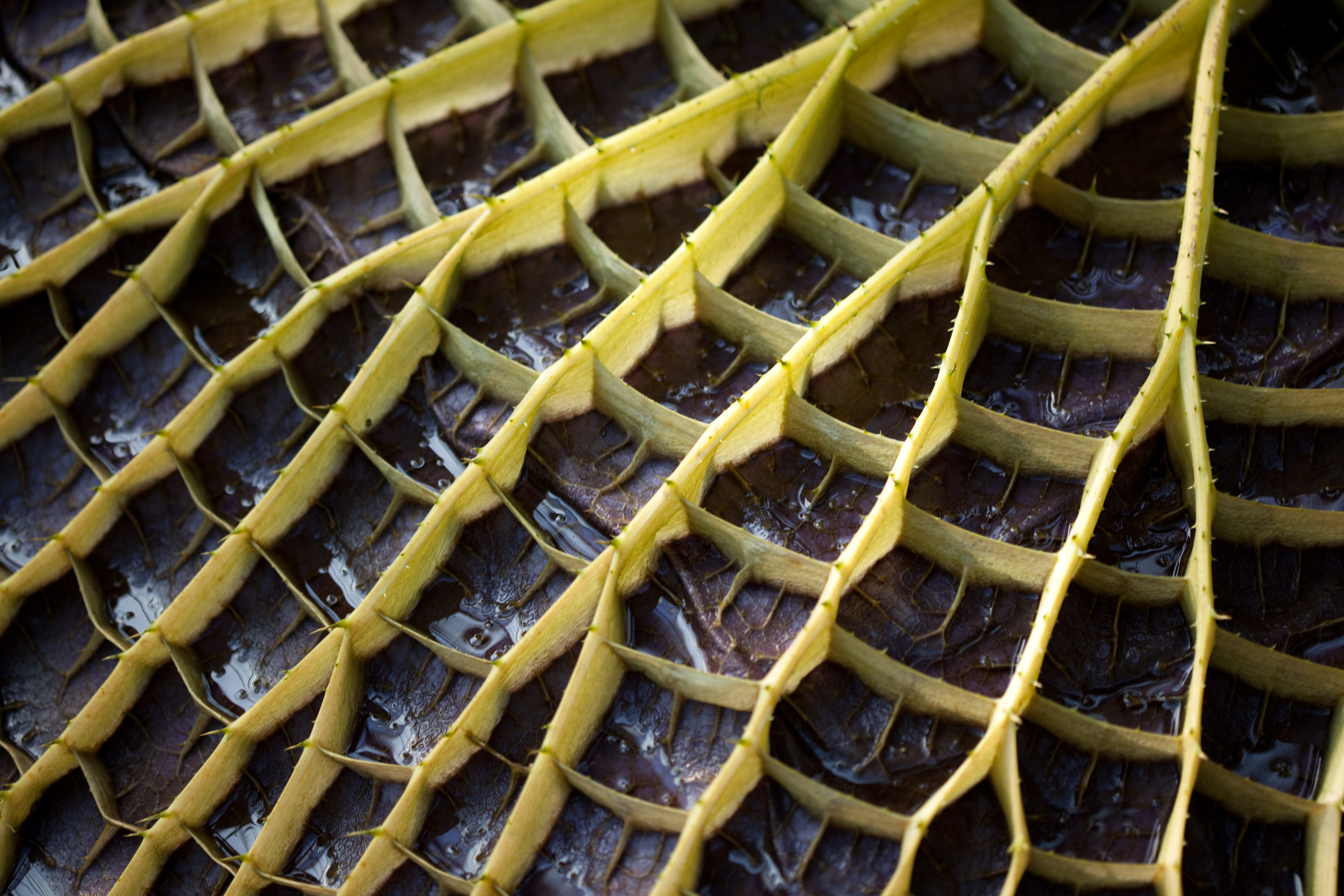
Зворотний бік листка

Шомбург назвав квітку німфея вікторія, на честь англійської королеви Вікторії. Через деякий час німфу амазонську стали називати: вікторія регія (Victoria regia) — вікторія королівська.
«Апона» — пташина сковорідка — називають індіанці цю квітку за форму круглого листя із загнутими догори краями.
По величезному листю вікторії-регії бігають птиці (піоссокі). У воді, яка збирається в її листі, птахи купаються, як у ванні. Один лист може витримати 35 кілограмів. Місцеве населення використовує листя, щоб перебратися на другий берег річки. Лист підтримують з нижньої сторони товсті жилки — поперечини, розташовані ґратками. Плоди вікторії-регії, величиною з кокосовий горіх або невелику диню, наповнені борошнистим насінням, яке вживають в їжу. Іспанці, що живуть в Америці, називають вікторію регію «маїс дель аква» (ісп. Mais del aqua) — водяний маїс (кукурудза).

## Перші спроби культивування

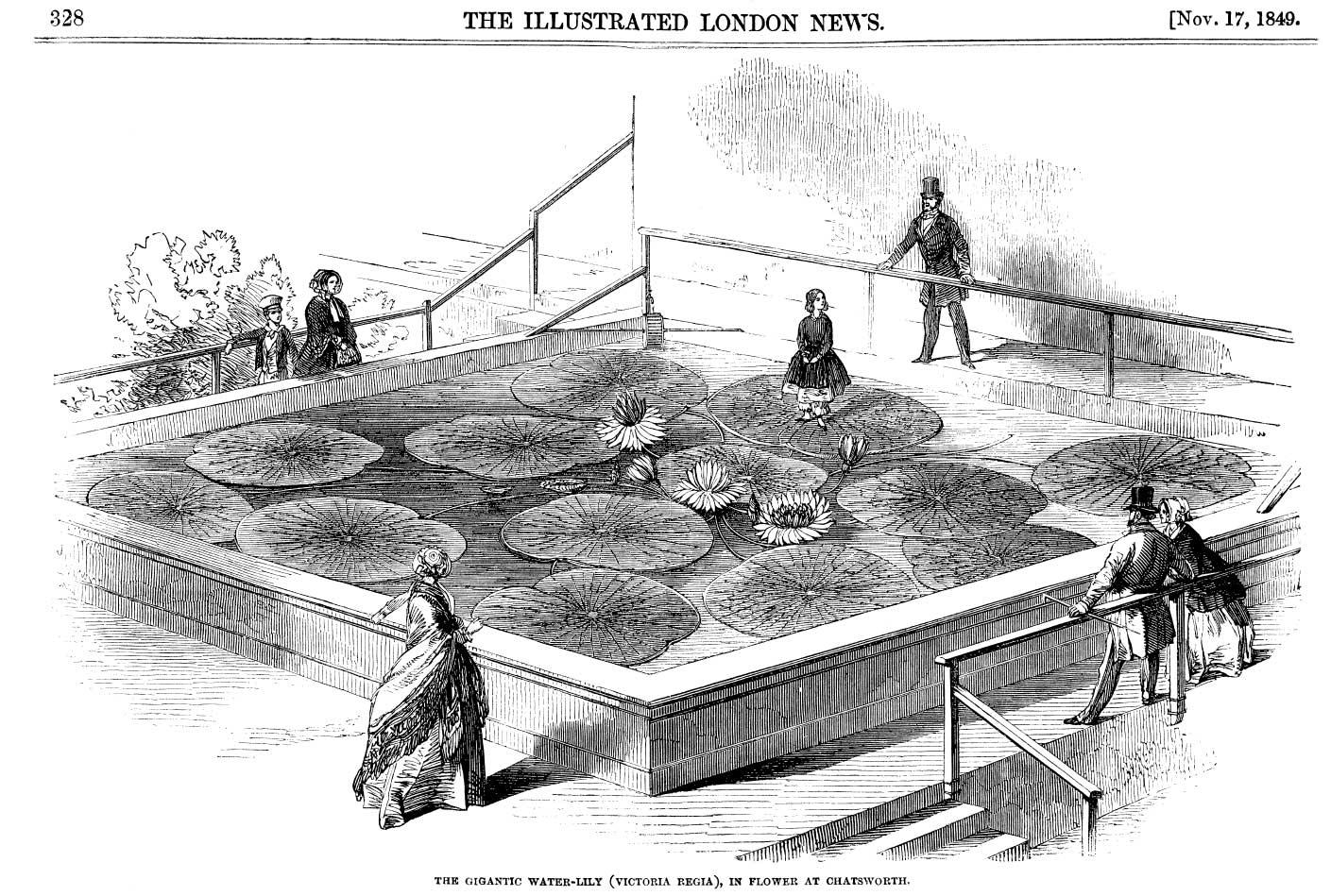
Листок рослини

Садівники намагалися з привезеного насіння вирощувати вікторію-регію в оранжереях. Споруджували басейни з підігрітою до 24° за Реомюром водою. Після довгих і наполегливих спроб протягом чотирьох років в англійському місті Чадсворті садівникам вдалося домогтися цвітіння вікторії-регії. Вперше на чужині вона зацвіла 8 листопада 1849.

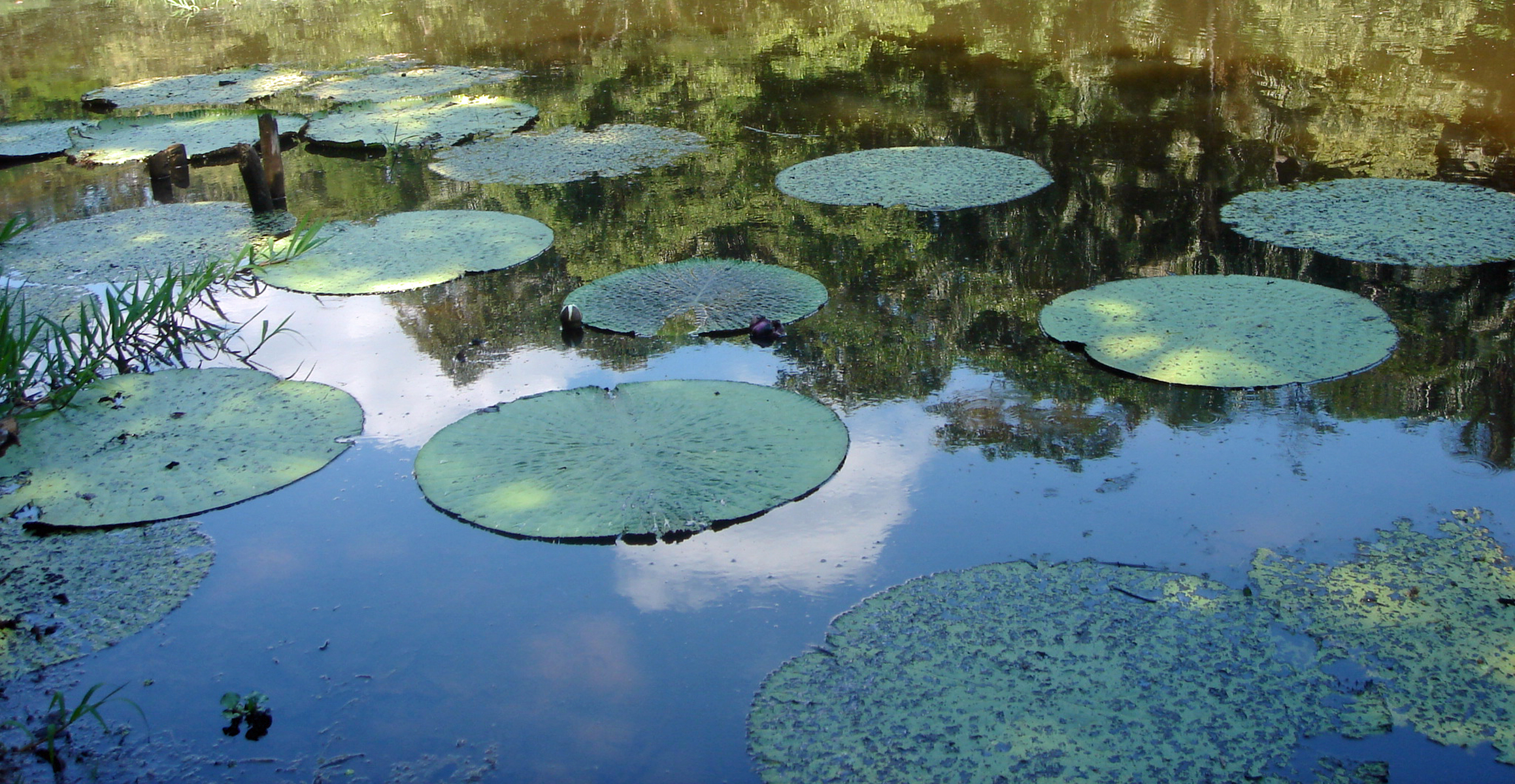
Вікторія амазоніка «в натурі», на притоці струмка поблизу Манауса.

Натовпи відвідувачів милувалися дивом з річки Амазонки. Художники змальовували квітку. Фотографи знімали дітей, що стоять і сидять на листках вікторії-регії. Відвідувачі вдихали прекрасний аромат, що нагадує запах ананаса. Ботаніки вивчали квітку. Вони виявили, що температура квітки вище температури навколишнього повітря на 11° за Реомюром (13,75°С).

## Галерея

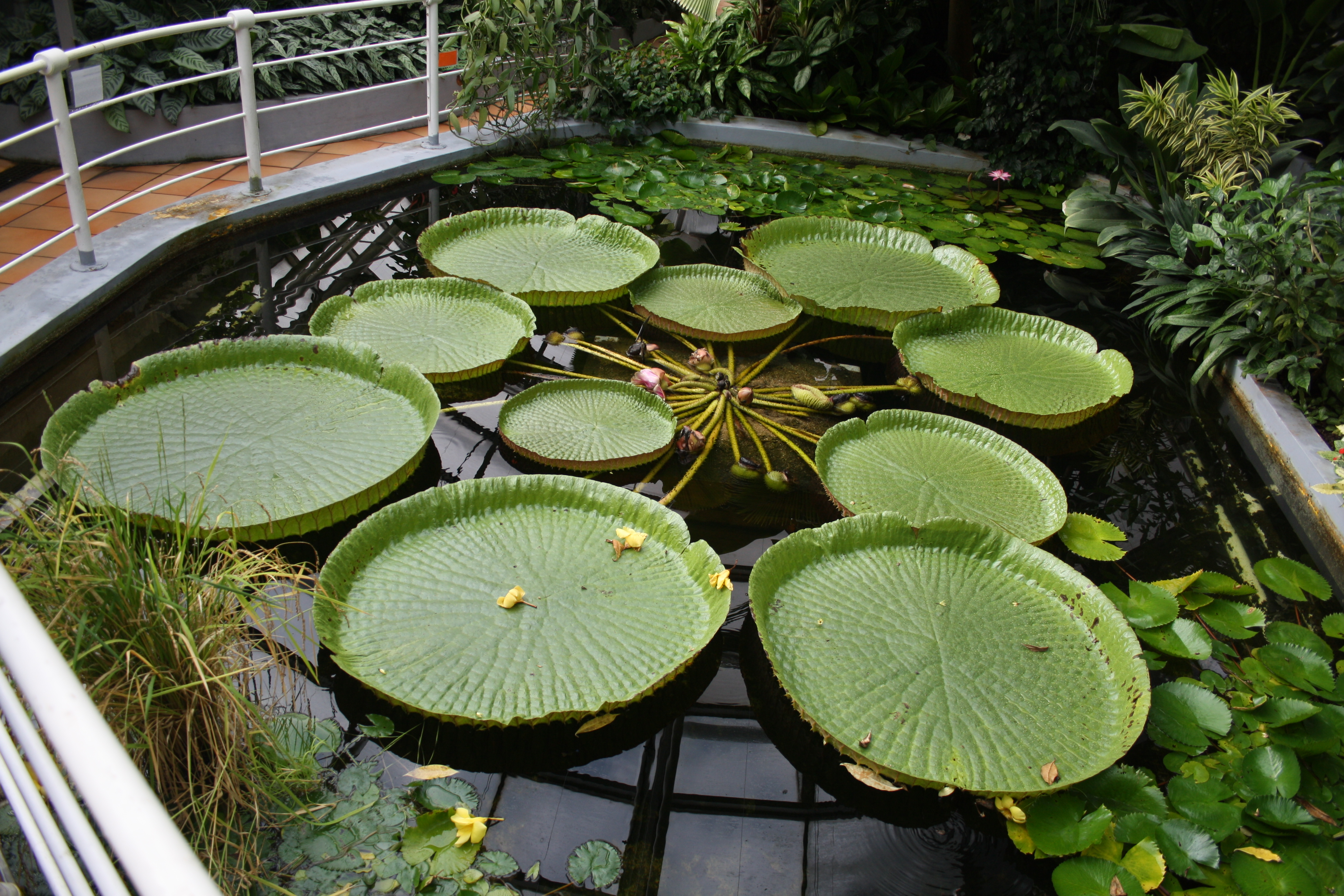
В Ботанічному саду Брно
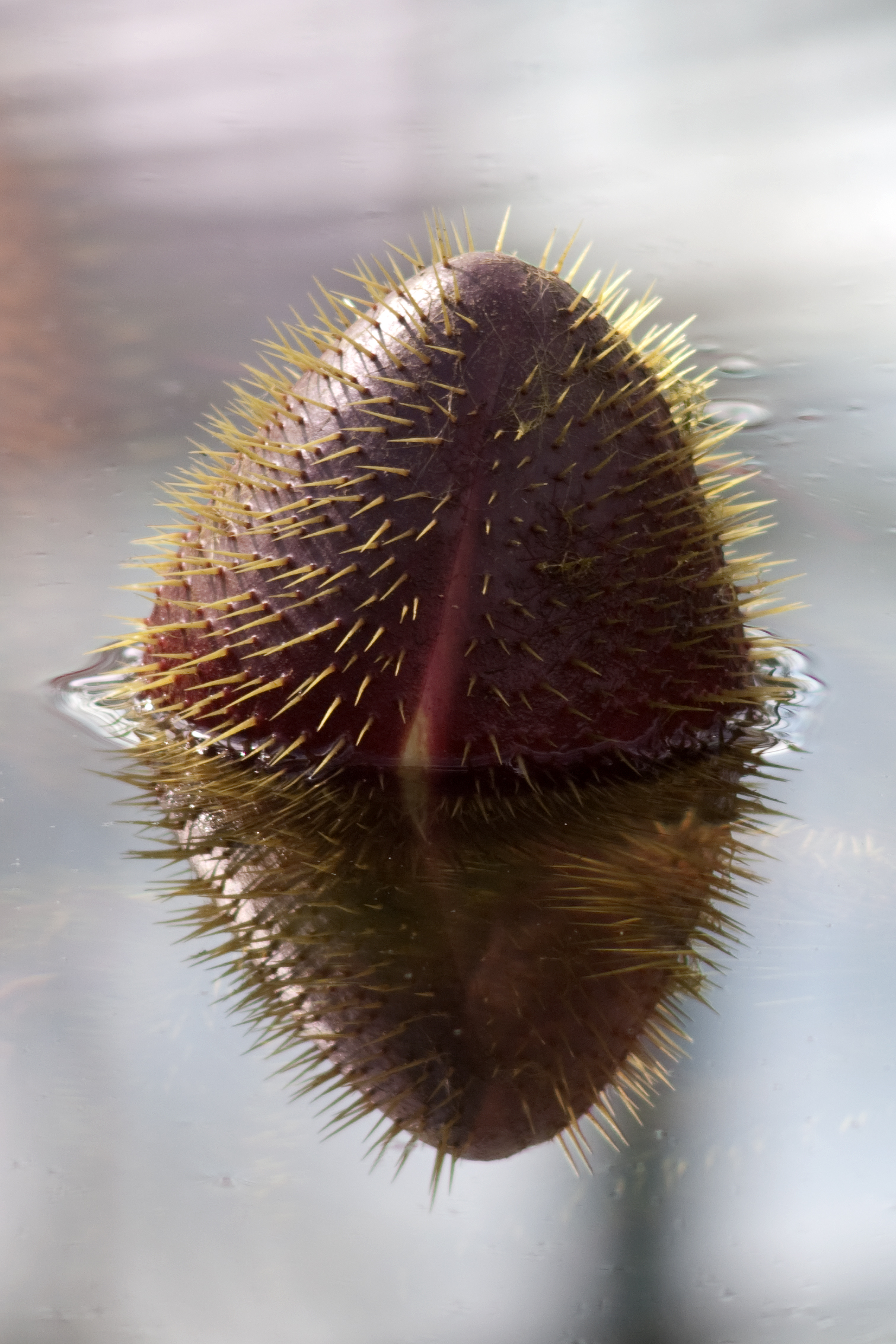
Брунька Вікторії амазонської
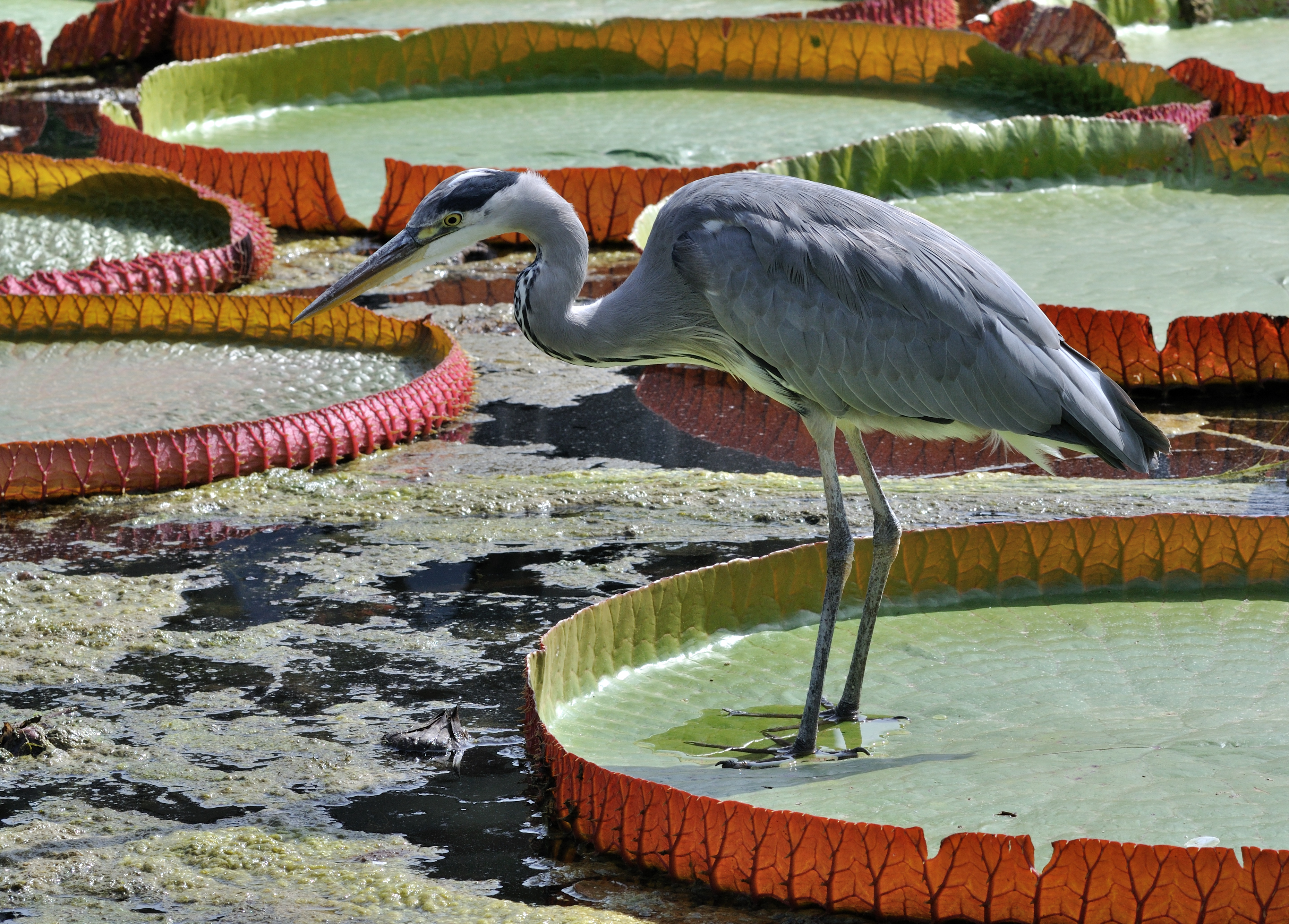
Сіра чапля на листку Вікторії амазонської
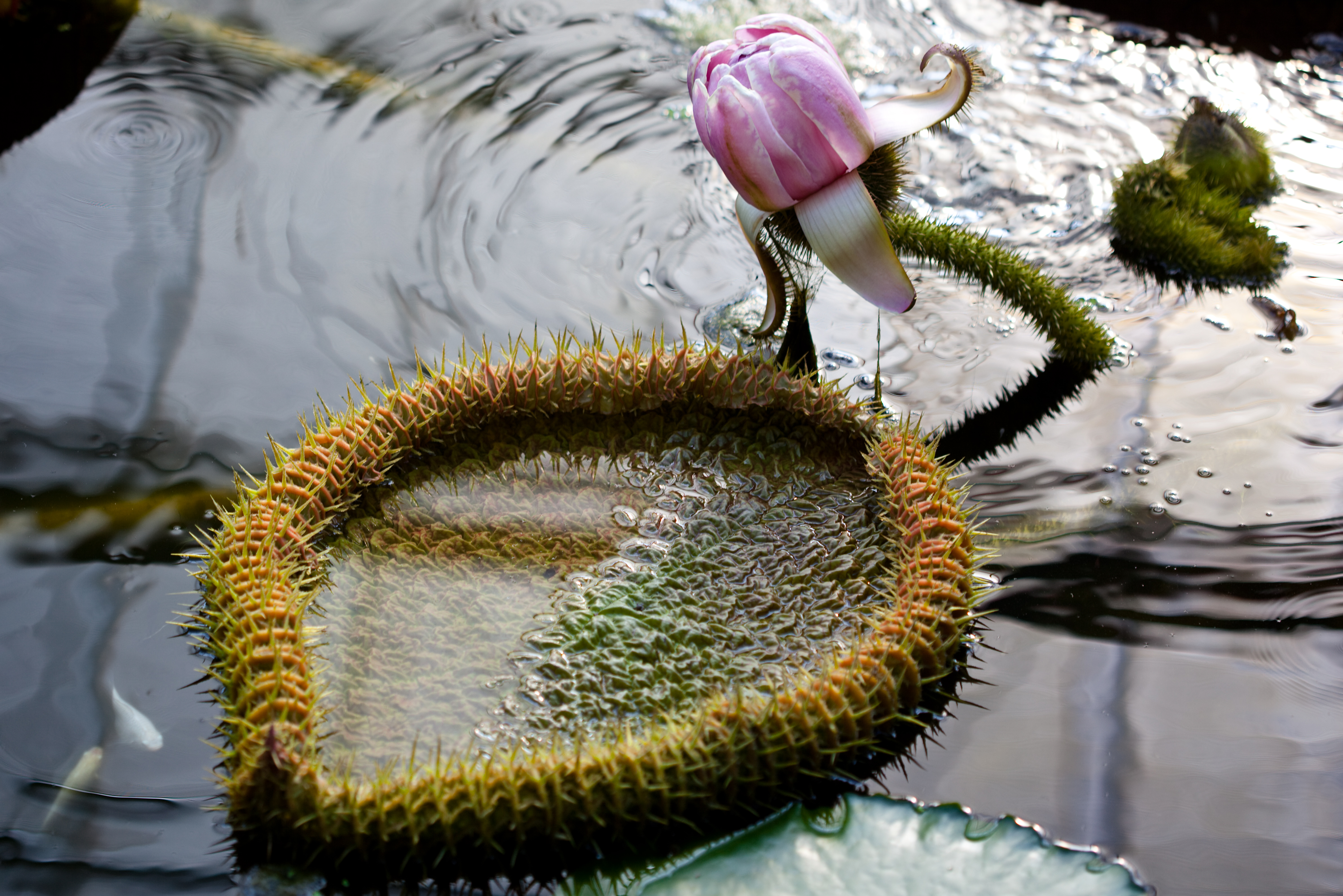
Парк Kobe Kachoen в Кобе, Японія
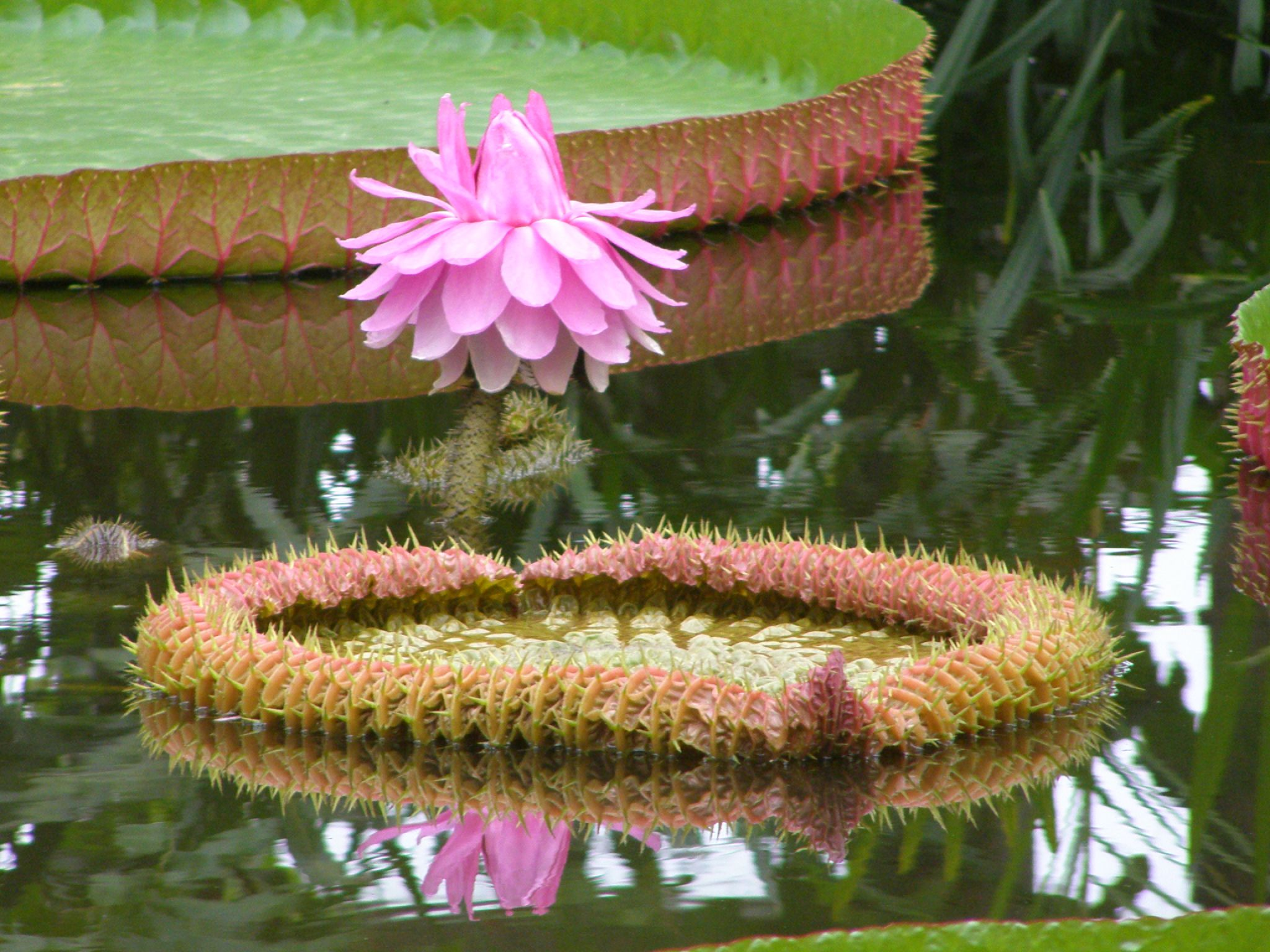
Квітка Вікторії амазонської
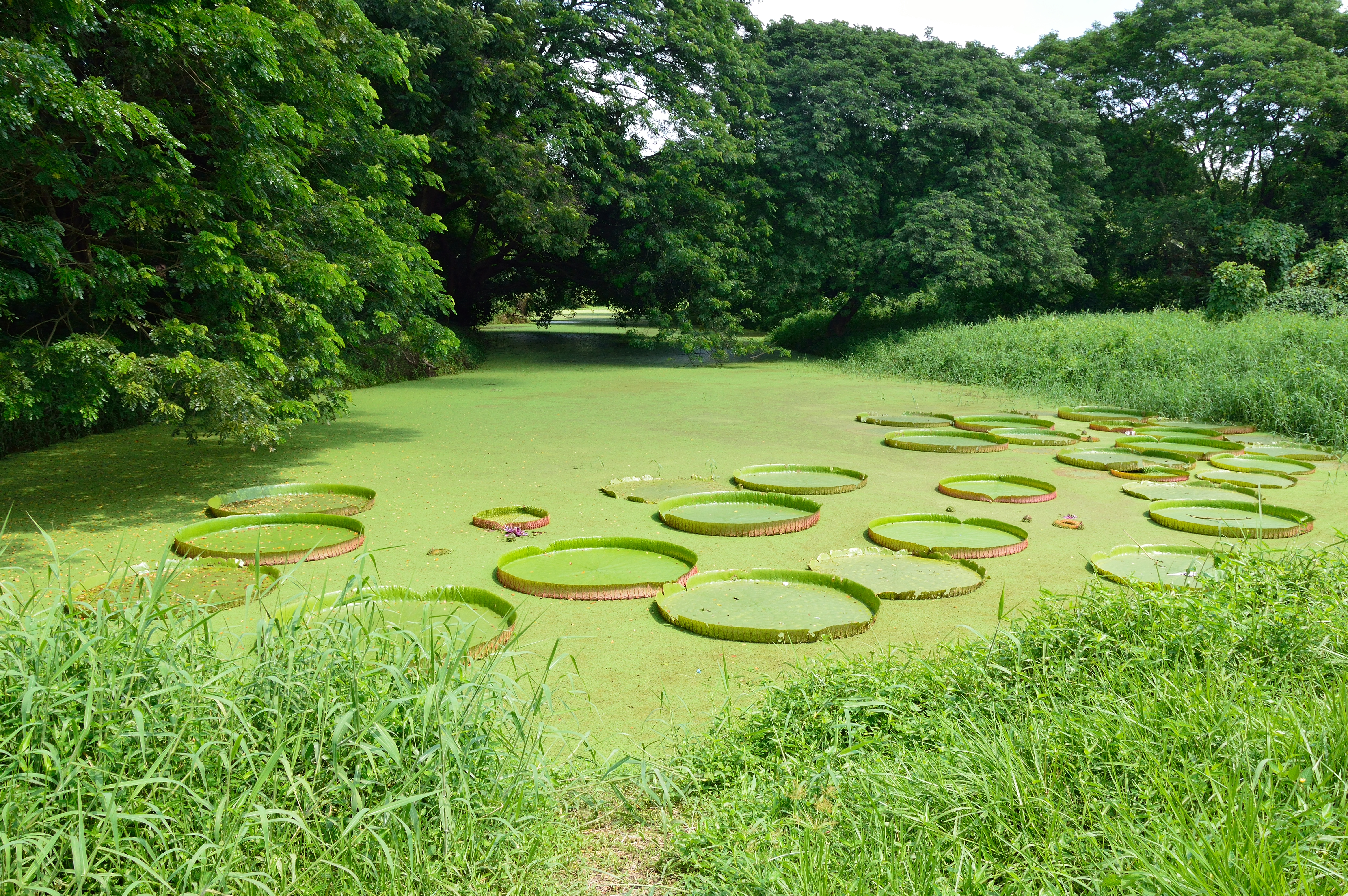
Вікторія амазонська в Індійському ботанічному саду